# Ten Portraits of Jews of the Twentieth Century
Ten Portraits of Jews of the Twentieth Century (Zehn Porträts von Juden des 20. Jahrhunderts) ist der Titel einer Serie von Gemälden und einer Siebdruckmappe des amerikanischen Pop-Art-Künstlers Andy Warhol aus dem Jahr 1980.

## Beschreibung
Die zehn Serigrafien auf Acryl auf Leinwand zeigen die Schauspielerin Sarah Bernhardt, den amerikanischen Juristen Louis Brandeis, den Philosophen Martin Buber, den Physiker Albert Einstein, den Psychoanalytiker Sigmund Freud, den Komponisten George Gershwin, den Schriftsteller Franz Kafka, die Marx Brothers, die israelische Premierministerin Golda Meir und die amerikanische Schriftstellerin Gertrude Stein. Die einzelnen Tafeln besitzen die Maße 101,6 × 81,2 cm. Als Vorlagen verwendete Warhol Presse- und Archivfotografien, da keiner der Porträtierten zu dem Zeitpunkt mehr lebte. Er beschnitt die Fotos und versah sie mit seinen typischen zeichnerischen Elementen, Strichzeichnungen und collageartigen Farbflächen. Bei der Farbauswahl gab Warhol Blau- und Rottönen den Vorzug, die er in einen Kalt-Warm-Kontrast zueinander stellte. Orange- und Hauttöne setzen dabei vereinzelte Akzente und Lichter und erzeugen eine scheinbare Räumlichkeit. Beim Porträt der Marx Brothers verwandte Warhol in der ersten vertikalen Reihe eine Inversion dreier Köpfe der Brüder. Die Porträtserie wurde außerdem als Künstlermappe von Warhols Siebdrucker Rupert Jasen Smith auf Lenox-Museumskarton angefertigt. Diese Arbeiten sind jeweils nummeriert und signiert.

## Hintergrund
Die Siebdruckserie entstand auf Anregung des New Yorker Galeristen Ronald Feldman, der Warhol außerdem bei der Auswahl der Personen unterstützte. Warhol hatte bereits 1973 Siebdruckporträts der israelischen Premierministerin Golda Meir als Auftragsarbeit angefertigt. Diese Serie brachte Feldman auf die Idee, bedeutende jüdische Personen der Zeitgeschichte zu porträtieren und trat mit einer Liste von etwa 100 Namen an Warhol heran. Nach einem langwierigen Auswahlprozess einigten sich Feldman und Warhol auf jeweils eine repräsentative Person aus den Sparten Literatur, Film, Philosophie, Musik, Medizin, Rechtsprechung und Wissenschaft, wobei, so Warhol-Mitarbeiter Bob Collacello, „eher Ronald Feldman die endgültige Auswahl traf. Andy wußte nicht genau, wer Buber und Brandeis waren. Er fand Golda Meir gut, ‚weil wir schon einen Siebdruck von ihr haben.‘ Und auch für das Hollywood-Kontingent, Groucho, Harpo und Chico sowie für Sarah Bernhardt zeigte er milden Enthusiasmus, obwohl er nicht glauben mochte, dass Sarah Bernhardt jüdisch war.“
Zur Förderung des Verkaufs der Mappen organisierte Ronald Feldman eine Ausstellung im Jewish Museum in New York, die vom 17. September 1980 bis zum 4. Januar 1981 stattfand.
Ronald Feldman regte Warhol in den 1980er Jahren zu vielen weiteren Druckmappen an. In der Folgezeit konzentrierte sich der Pop-Art-Künstler auf die Siebdrucke historischer Persönlichkeiten wie beispielsweise Alexander der Große, Goethe, Friedrich der Große oder Lenin.

## Kritiken
Wie sich der Warhol-Biograf David Bourdon erinnerte, inspirierte die Ausstellung den konservativen Kritiker Hilton Kramer zu einer „Jeremiade“ in der New York Times: „In Anbetracht des großen Leides, daß das Volk Israel im Laufe seiner langen Geschichte hat erdulden müssen, wäre es wohl übertrieben zu sagen, die neue Andy-Warhol-Ausstellung mehre dieses Leid in einem nennenswerten Maße. Kein Zweifel, die Ausstellung ist einfach profan. Sie riecht nach Kommerz, und ihr Beitrag zur Kunst ist gleich Null.“
Bourdon selbst hegte Zweifel, „ob der poppige, stark stilisierte Stil, der für Porträts von Gesellschaftslöwen und Persönlichkeiten aus dem Showbusiness sicher angemessen ist, zu vergleichsweise strengen Denkern wie Buber, Freud oder Kafka paßte. Im Falle von Bernhardt und Stein, die beide mehrfach von führenden Künstlern ihrer Zeit porträtiert worden waren, gehörte mit Sicherheit einiger Mut dazu.“